# Гриб-зонтик белый
Гриб-зо́нтик бе́лый (лат. Macrolepiota excoriata) — гриб семейства Шампиньоновые.  
Русские синонимы:
- Гриб-зонтик полево́й

## Описание
Шляпка диаметром 6—12 см, толстомясистая, вначале яйцевидная, удлинённая, раскрывается вплоть до плоско-распростёртой, с большим коричневым бугорком в центре. Поверхность беловатая или кремовая, матовая, центр бурый и гладкий, остальная поверхность покрыта тонкими чешуйками, остающимися от разрыва кожицы. Край с белыми хлопьевидными волокнами.
Мякоть шляпки белая, с приятными запахом и слегка терпким вкусом, на срезе не изменяется. В ножке — продольно-волокнистая.
Ножка высотой 6—12 см, толщиной 0,6—1,2 см, цилиндрическая, полая, с небольшим клубневидным утолщением в основании, иногда изогнутая. Поверхность ножки гладкая, белая, ниже кольца желтоватая или буроватая, от прикосновения слабо коричневеет.
Пластинки частые, с ровными краями, свободные, с тонким хрящевидным коллариумом, легко отделяются от шляпки, имеются пластиночки. Цвет их белый, у старых грибов от кремового до буроватого.
Остатки покрывала: кольцо белое, широкое, гладкое, подвижное; вольва отсутствует.
Споровый порошок белый.

### Микроскопические признаки
Споры 12—15×8—9 мкм, яйцевидные, с порой прорастания, бесцветные, псевдоамилоидные, метахроматичные, с одной или несколькими флуоресцирующими каплями.
Трама пластинок правильная.
Гифы чешуек веретеновидные или цилиндрические, 40—50×12—15 мкм, на концах часто колпаковидное утолщение.
Базидии четырёхспоровые, булавовидные, 35—40×12—15 мкм.
Хейлоцистиды веретеновидные, бесцветные, тонкостенные, 50×10 мкм.

### Цветовые химические реакции
Реакции пластинок с α-нафтолом и мякоти с анилином и гваяколом отрицательные; мякоть с лактофенолом коричневеет, с феноланилином даёт фиолетово-розовую окраску.

### Разновидности
- Основная форма Macrolepiota excoriata var. excoriata или Macrolepiota excoriata f. excoriata — центр шляпки голый, более тёмный (до бурого), остальная поверхность мелкочешуйчатая.
- Macrolepiota excoriata var. squarrosa (R.Mre) Wasser, 1978 — Шляпка с отстающими чешуйками. Известен в Северной Африке, в дубовых насаждениях.
- Macrolepiota excoriata f. barlae Babos, 1974 — шляпка кремово-коричневая с тонкими или крупными чешуйками различной формы, известен в парках и садах Венгрии.

## Экология и распространение
Почвенный сапротроф. Растёт как на опушках смешанных и хвойных лесов, вдоль просек и на вырубках, в насаждениях, так и на лугах, пастбищах, в степи. Вырастает одиночно или группами, встречается часто.
Распространён в Европе повсеместно, в Азии — Турция, Иран, Закавказье, Средняя Азия (Кыргызстан, Туркменистан, Узбекистан), Сибирь (Алтайский край, Бурятия, Красноярский край), Китай, Дальний Восток (Хабаровский край, Приморский край), Япония, в Северной Америке, Южной Америке (Чили), в Австралии и Африке (Алжир, Марокко, Тунис, Кения, Конго, Нигерия, ЮАР) и на островах — Шри-Ланка, Филиппины, Куба.
Сезон: июнь — октябрь.

## Сходные виды
Съедобные:
- Гриб-зонтик пёстрый (Macrolepiota procera) значительно больше размерами.
- Гриб-зонтик Конрада (Macrolepiota konradii) с беловатой или коричневой кожицей, которая не покрывает полностью шляпку и звездообразно растрескивается.
- Гриб-зонтик тонкий (Macrolepiota mastoidea) и Гриб-зонтик сосцевидный (Macrolepiota mastoidea) с более тонкой мякотью шляпки, бугорок на шляпке более заострённый.

Ядовитые:
- Лепиота ядовитая (Lepiota helveola) — сильно ядовитый гриб, обычно значительно меньших размеров (до 6 см). Отличается также серо-розовой кожицей шляпки и розовеющей мякотью.

Неопытные грибники могут спутать этот зонтик со смертельно ядовитым мухомором вонючим, который встречается только в лесах, имеет свободную вольву у основания ножки (она может находиться в почве) и белую гладкую шляпку, часто покрытую плёнчатыми хлопьями.

## Пищевые качества
Съедобный гриб отличного качества, употребляется так же, как гриб-зонтик пёстрый. Может удачно дополнять мясные блюда.